# Hrvatski nogometni kup 1999/2000
Der Hrvatski nogometni kup 1999/2000 war der neunte Wettbewerb um den kroatischen Fußballpokal nach der Loslösung des kroatischen Fußballverbandes aus dem jugoslawischen Fußballverband.
Hajduk Split setzte sich in zwei Finalspielen gegen NK Croatia Zagreb durch. Es war Hajduks dritter Pokalsieg im unabhängigen Kroatien und der zwölfte insgesamt.

## Modus
Ab dem Viertelfinale einschließlich des Finales wurden jeweils Hin- und Rückspiele ausgetragen. Bei gleicher Anzahl an Toren aus beiden Spielen kam die Mannschaft weiter, die auswärts mehr Tore erzielt hatte. Herrschte auch hier Gleichstand, wurde ein Elfmeterschießen zur Ermittlung des Siegers ausgetragen.

## Teilnehmer
An der Vorrunde
- 21 Sieger des Bezirkspokals
- 11 Finalisten des Bezirkspokals aus den Fußballverbänden mit der größten Anzahl registrierter Fußballclubs

| Bezirk              | Sieger                 | Finalist                   |
| ------------------- | ---------------------- | -------------------------- |
| Bjelovar-Bilogora   | NK Čazmatrans          | NK Hajduk Hercegovac       |
| Brod-Posavina       | NK Marsonia            | NK Amater Slavonski Brod   |
| Dubrovnik-Neretva   | NK Neretva Metković    |                            |
| Istrien             | NK Pazinka Pazin       | NK Uljanik Pula            |
| Karlovac            | NK Duga Resa           |                            |
| Koprivnica-Križevci | NK Koprivnica          | NK Podravac Virje          |
| Krapina-Zagorje     | NK Zagorec Krapina     |                            |
| Lika-Senj           | NK Nehaj Senj          |                            |
| Međimurje           | NK Čakovec             | NK Omladinac Novo Selo Rok |
| Osijek-Baranja      | NK Valpovka Valpovo    | NK Olimpija Osijek         |
| Požega-Slawonien    | NK BSK Bazinatours Buk |                            |

| Bezirk               | Sieger                   | Finalist                |
| -------------------- | ------------------------ | ----------------------- |
| Primorje-Gorski      | NK Pomorac Kostrena      |                         |
| Sisak-Moslavina      | NK Moslavac Popovača     | NK TŠK Topolovac        |
| Split-Dalmatien      | NK Mosor Žrnovnica       | RNK Split               |
| Šibenik-Knin         | HNK Dinara Knin          |                         |
| Varaždin             | NK Sloboda Varaždin      | Tišljar Ivančica Ivanec |
| Virovitica-Podravina | NK Mladost 127 Suhopolje |                         |
| Vukovar-Syrmien      | NK Vukovar ’91           |                         |
| Zadar                | NK Pakoštane             |                         |
| Stadt Zagreb         | NK Špansko               | NK Dubrava              |
| Zagreb               | Radnik Velika Gorica     | NK PIK Vrbovec          |

Am Sechzehntelfinale
- Die 16 punktbesten Vereine der Fünfjahres-Pokalwertung. (63 Punkte für den Pokalsieger, 31 für den unterlegenen Finalisten, 15 für die Halbfinalisten, 7 für die Viertelfinalisten, 3 für die Achtelfinalisten und 1 Punkt für die Sechzehntelfinalisten.)

| - 1. NK Croatia Zagreb (283) - 2. Hajduk Split (103) - 3. NK Varteks Varaždin (91) - 4. NK Zagreb (83) | - 5. HNK Rijeka (55) - 6. NK Osijek (41) - 7. NK Zadar (29) - 8. Inter Zaprešić (21) | - 09. HNK Segesta Sisak (21) - 10. HNK Dubrovnik (21) - 11. NK Hrvatski dragovoljac (16) - 12. Cibalia Vinkovci (15) | - 13. NK Belišće (13) - 14. HNK Šibenik (11) - 15. NK Marsonia (9) - 16. NK Slaven Belupo (8) |

## Ergebnisse

### Vorrunde
Die Spiele fanden zwischen dem 4. und 15. August 1999 statt.
|                          | Ergebnis              |                            |
| ------------------------ | --------------------- | -------------------------- |
| NK Čazmatrans            | 7:0                   | NK Podravac Virje          |
| RNK Split                | 3:2                   | NK TŠK Topolovac           |
| NK Mosor Žrnovnica       | 2:0                   | NK Čakovec                 |
| NK Špansko               | 4:1                   | NK Olimpija Osijek         |
| NK Duga Resa             | 0:1 n. V.             | NK Omladinac Novo Selo Rok |
| NK Zagorec Krapina       | 4:1                   | HNK Dinara Knin            |
| NK Koprivnica            | 3:1                   | Valpovka Satnica Valpovka  |
| NK Pomorac Kostrena      | 1:1 n. V. (3:4 i. E.) | NK Marsonia                |
| NK Pazinka Pazin         | 1:2                   | NK Neretva Metković        |
| NK Amater Slavonski Brod | 1:4                   | NK Vukovar ’91             |
| NK Moslavac Popovača     | 2:1                   | NK Dubrava Zagreb          |
| NK BSK Bazinatours Buk   | 5:0                   | NK Hajduk Hercegovac       |
| NK Mladost 127 Suhopolje | 0:1                   | NK Uljanik Pula            |
| NK Pakoštane             | 2:4                   | NK Nehaj Senj              |
| NK Sloboda Varaždin      | 3:0                   | NK PIK Vrbovec             |
| Tišljar Ivančica Ivanec  | 0:2                   | Radnik Velika Gorica       |

### Sechzehntelfinale
Die Spiele fanden zwischen dem 21. September und 6. Oktober 1999 statt.
|                            | Ergebnis              |                         |
| -------------------------- | --------------------- | ----------------------- |
| NK Bjelovar                | 2:1 n. V.             | HNK Dubrovnik           |
| NK Neretva Metković        | 2:1                   | Inker Zaprešić          |
| NK Moslavac Popovača       | 0:8                   | Hajduk Split            |
| NK Koprivnica              | 1:2 n. V.             | NK Varteks Varaždin     |
| NK Uljanik Pula            | 0:2                   | NK Zagreb               |
| NK Čazmatrans              | 1:2                   | Cibalia Vinkovci        |
| NK Vukovar ’91             | 0:1                   | NK Slaven Belupo        |
| NK Nehaj Senj              | 2:2 n. V. (3:2 i. E.) | NK Zadarkomerc          |
| Radnik Velika Gorica       | 1:2                   | HNK Rijeka              |
| NK Mosor Žrnovnica         | 0:0 n. V. (6:5 i. E.) | HNK Segesta Sisak       |
| NK Sloboda Varaždin        | 1:2                   | NK Hrvatski dragovoljac |
| NK Zagorec Krapina         | 3:1                   | NK Belišće              |
| NK Špansko                 | 1:2                   | HNK Šibenik             |
| RNK Split                  | 0:4                   | NK Marsonia             |
| NK BSK Bazinatours Buk     | 0:10                  | NK Croatia Zagreb       |
| NK Omladinac Novo Selo Rok | 2:3                   | NK Osijek               |

### Achtelfinale
Die Spiele fanden zwischen den 26. Oktober und 11. November 1999 statt.
|                     | Ergebnis  |                         |
| ------------------- | --------- | ----------------------- |
| Cibalia Vinkovci    | 2:1 n. V. | NK Hrvatski dragovoljac |
| NK Nehaj Senj       | 0:1 n. V. | HNK Rijeka              |
| NK Neretva Metković | 0:6       | NK Zagreb               |
| Hajduk Split        | 3:1       | HNK Šibenik             |
| NK Bjelovar         | 1:3       | NK Osijek               |
| NK Zagorec Krapina  | 0:1       | NK Varteks Varaždin     |
| NK Mosor Žrnovnica  | 0:2       | NK Slaven Belupo        |
| NK Croatia Zagreb   | 4:0       | NK Marsonia             |

### Viertelfinale
Die Hinspiele fanden am 14. März 2000 statt, die Rückspiele am 21. März.
|                     | Gesamt |                   | Hinspiel | Rückspiel |
| ------------------- | ------ | ----------------- | -------- | --------- |
| HNK Rijeka          | 3:4    | NK Croatia Zagreb | 1:2      | 2:2       |
| NK Slaven Belupo    | 1:2    | Hajduk Split      | 0:0      | 1:2       |
| Cibalia Vinkovci    | 2:1    | NK Osijek         | 2:1      | 0:0       |
| NK Varteks Varaždin | 2:3    | NK Zagreb         | 2:1      | 0:2       |

### Halbfinale
Die Hinspiele des Halbfinals fanden am 4. April 2000 statt, die Rückspiele am 18. April.
|                  | Gesamt |                   | Hinspiel | Rückspiel |
| ---------------- | ------ | ----------------- | -------- | --------- |
| Cibalia Vinkovci | 1:6    | NK Croatia Zagreb | 0:3      | 1:3       |
| Hajduk Split     | 4:3    | NK Zagreb         | 2:1      | 2:2       |

### Finale

#### Hinspiel
| Hajduk Split                          | Hajduk Split | NK Croatia Zagreb | NK Croatia Zagreb |
| ------------------------------------- | --- | --- | ----------------- |
| Hajduk Split                          | \| 2. Mai 2000 in Split (Stadion Poljud) \| \| Ergebnis: 2:0 (1:0) \| \| Zuschauer: 20.000 \| \| Schiedsrichter: Draženko Kovačić \| \| Spielbericht \|                                                                | \| 2. Mai 2000 in Split (Stadion Poljud) \| \| Ergebnis: 2:0 (1:0) \| \| Zuschauer: 20.000 \| \| Schiedsrichter: Draženko Kovačić \| \| Spielbericht \|                                                                          | NK Croatia Zagreb |
| Hajduk Split                          | Stipe Pletikosa – Darko Miladin, Ante Jažić, Igor Đuzelov, Slaven Bilić – Anthony Grdić, Igor Musa, Ante Miše (70. Srđan Andrić), Mate Baturina – Ivan Leko, Jurica Vučko (75. Mate Bilić) Cheftrainer: Petar Nadoveza | Dražen Ladić – Danijel Šarić, Damir Krznar, Mario Tokić, Goran Jurić – Stjepan Tomas, Zoran Pavlović (65. Nermin Šabić), Igor Bišćan, Josip Šimić (54. Igor Cvitanović) – Edin Mujčin, Tomislav Šokota Cheftrainer: Marijan Vlak | NK Croatia Zagreb |
| Hajduk Split                          | 1:0 Jurica Vučko (38. Foulelfmeter) 2:0 Jurica Vučko (53.) | | NK Croatia Zagreb |
| Hajduk Split                          | Jažić, Đuzelov, Grdić, Miše, Leko, Vučko | Tokić, Jurić, Bišćan | NK Croatia Zagreb |
| Hajduk Split                          | Ladić hält Foulelfmeter von Musa (3.) | | NK Croatia Zagreb |
| 2. Mai 2000 in Split (Stadion Poljud) | | |                   |
| Ergebnis: 2:0 (1:0)                   | | |                   |
| Zuschauer: 20.000                     | | |                   |
| Schiedsrichter: Draženko Kovačić      | | |                   |
| Spielbericht                          | | |                   |

- Das Spiel wurde nach 86 Minuten wegen Einsatzes von Tränengas abgebrochen.[1] Das Ergebnis wurde bestätigt.[2]

#### Rückspiel
| NK Croatia Zagreb                         | NK Croatia Zagreb | Hajduk Split | Hajduk Split |
| ----------------------------------------- | --- | --- | ------------ |
| NK Croatia Zagreb                         | \| 16. Mai 2000 in Zagreb (Stadion Maksimir) \| \| Ergebnis: 1:0 (0:0) \| \| Zuschauer: 17.000 \| \| Schiedsrichter: Željko Širić \| \| Spielbericht \| | \| 16. Mai 2000 in Zagreb (Stadion Maksimir) \| \| Ergebnis: 1:0 (0:0) \| \| Zuschauer: 17.000 \| \| Schiedsrichter: Željko Širić \| \| Spielbericht \|                                                                                     | Hajduk Split |
| NK Croatia Zagreb                         | Dražen Ladić – Danijel Šarić (74. Mario Bazina), Mario Cvitanović (66. Damir Krznar), Mario Tokić, Goce Sedloski – Stjepan Tomas, Nermin Šabić, Igor Bišćan, Igor Cvitanović – Edin Mujčin (56. Zoran Pavlović), Tomislav Šokota Cheftrainer: Marijan Vlak | Stipe Pletikosa – Darko Miladin, Ante Jažić, Igor Đuzelov, Slaven Bilić – Anthony Grdić, Igor Musa (62. Josip Bulat), Ante Miše, Mate Baturina (67. Zvonimir Deranja, 71. Mate Bilić) – Ivan Leko, Jurica Vučko Cheftrainer: Petar Nadoveza | Hajduk Split |
| NK Croatia Zagreb                         | 1:0 Igor Cvitanović (90.+2') | | Hajduk Split |
| NK Croatia Zagreb                         | Šarić, Igor Cvitanović | Jažić, Slaven Bilić, Miše, Leko, Bulat | Hajduk Split |
| NK Croatia Zagreb                         | Vučko | | Hajduk Split |
| 16. Mai 2000 in Zagreb (Stadion Maksimir) | | |              |
| Ergebnis: 1:0 (0:0)                       | | |              |
| Zuschauer: 17.000                         | | |              |
| Schiedsrichter: Željko Širić              | | |              |
| Spielbericht                              | | |              |

## Torschützenliste
| Pl. | Name              | Mannschaft        | Tore |
| --- | ----------------- | ----------------- | ---- |
| 01. | Robert Prosinečki | NK Croatia Zagreb | 5    |
| 02. | Mate Baturina     | Hajduk Split      | 3    |
| 02. | Mario Bazina      | NK Croatia Zagreb | 3    |
| 02. | Erjon Bogdani     | NK Zagreb         | 3    |
| 02. | Ivan Bošnjak      | Cibalia Vinkovci  | 3    |
| 02. | Nino Bule         | NK Zagreb         | 3    |
| 02. | Igor Cvitanović   | NK Croatia Zagreb | 3    |
| 02. | Adrian Kozniku    | NK Croatia Zagreb | 3    |
| 02. | Jurica Vučko      | Hajduk Split      | 3    |